# Halászfalva
Nem tévesztendő össze a Moldvában található Halasfalva (Hălăuceşti) csángó községgel!
Halászfalva egykori község a történelmi Délvidék területén, a Száva folyó mellett. A falu egy Szegednic nevű város közelében feküdt, a mai Szerbiában. A falu arról nevezetes a magyar történelemben, hogy Kinizsi Pál itt irtotta ki a fekete sereget 1492-ben.
Halászfalva az egyre sűrűsödő török támadások miatt teljesen elpusztult.

## Külső hivatkozás
- Híres temesváriak – Kinizsi Pál